# Niederwil (Soleura)
Niederwil fue hasta el 31 de diciembre de 2010 una comuna suiza del cantón de Soleura, ubicada en el distrito de Lebern.

## Historia
La primera mención del lugar aparece el 13 de junio de 1307 bajo el nombre de Niederwile. El nombre del lugar parece significar de la aldea más baja, en relación con las poblaciones vecinas de Balm bei Günsberg y Günsberg.
Desde la Edad Media Niederwil estuvo bajo la señoría de Balm. En 1312 pasa junto con la señoría como hipoteca a manos de los Condes de Strassberg, y luego de varios cambios de propietario pasa en 1411 a manos de la ciudad de Soleura. Ya desde 1344 Soleura era la responsable de la Alta justicia en Niederwil. En el siglo XV el pueblo fue incluido en la bailía de Balm, y a partir de 1487 en la bailía de Flumenthal. Tras la caída del Antiguo Régimen (1798) y la creación de la República Helvética, Niederwil fue agregado al distrito administrativo de Soleura, y desde 1803 al distrito de Lebern.
Niederwil no posee una iglesia propia, pertenece a la parroquia de Flumenthal-Günsberg.

## Geografía
Niederwil se encuentra situada en el flanco sur de la cordillera del Jura. La antigua comuna limitaba al norte con las comunas de Balm bei Günsberg y Günsberg, al este con Hubersdorf, al sur con Riedholz y al oeste con Rüttenen.